# Guerra santa
La guerra santa es una guerra que se hace por motivos religiosos, y que con frecuencia supone una recompensa espiritual para quienes participan o mueren en ella. Las Cruzadas y la yihad islámica suelen presentarse popularmente como ejemplos de guerra santa, aunque algunos especialistas no concuerdan plenamente con dichas identificaciones, o distinguen entre las expresiones «guerra sacralizada», «guerra santa» y «cruzada».

El esquema más corrientemente admitido es el de una evolución por escalones sucesivos, que permitió pasar de la guerra justa a la guerra sacralizada, después a la guerra santa y, por último, a la cruzada. Jean Flori, autor de numerosos artículos y síntesis sobre el tema, piensa en un itinerario diferente: la guerra justa no precedió a la guerra santa; más bien fue la imposibilidad de decidir si una guerra era santa la que impuso el recurso a la guerra justa.
Alain Demurger

En los tiempos modernos se ha usado también como un modo de definir diferencias culturales e históricas entre combatientes, sin que sea la religión necesariamente la causa principal (un ejemplo es el conflicto del Úlster).

## En el cristianismo
El concepto de guerra santa puede rastrearse en el cristianismo tras del concepto o doctrina de la guerra justa por Agustín de Hipona en su célebre obra Civitate Dei, que es continuada por otros autores a lo largo de la Edad Media, como Tomás de Aquino (Suma Teológica, II-II Qu. 40.)

 A propósito de la frase del Evangelio de Lucas «y dijo el amo al siervo: Sal a los caminos y a los cercados, y obliga a entrar, para que se llene mi casa» (Lucas, 14, 23), Agustín comenta (en la Réplica a Gaudencio):

¿Por qué no se puede forzar a nadie a la verdad?
XXV. 28. Por lo que respecta a vuestra opinión de que no se debe llevar a nadie por fuerza a la verdad, os equivocáis ignorando las Escrituras y el poder de Dios, que los obliga a querer cuando fuerza su voluntad. ¿Acaso los ninivitas hicieron penitencia contra su voluntad porque la hicieron forzándolos su rey? En efecto, ya había anunciado el profeta la ira de Dios sobre la ciudad entera recorriéndola por tres días. ¿Por qué se necesitaba del mandato del rey para que suplicaran con humildad a Dios, que no atiende a la boca, sino al corazón, sino porque había entre ellos algunos que no se preocupaban ni creían los anuncios divinos sino aterrados por la potestad terrena? Así es que esta orden del poder real, a la que respondéis con vuestra muerte voluntaria, les suministra a muchos la oportunidad de entrar en la salud, que se encuentra en Cristo; y si ellos son llevados a la fuerza a la cena de tan gran padre de familias y se ven forzados a entrar, dentro ya encuentran motivo de alegrarse de haber entrado. Ambas cosas las predijo el Señor que habían de suceder y ambas las realizó. Porque reprobados algunos, que se entiende son los judíos, ya que ellos habían sido invitados antes por los Profetas y llegado el momento prefirieron excusarse, dijo el Señor a su siervo: Sal a las plazas y calles de la ciudad, y a los pobres, tullidos, ciegos y cojos tráelos aquí. El siervo le dijo: Señor, está hecho lo que mandaste y aún queda lugar; y dijo el amo al siervo: Sal a los caminos y a los cercados, y obliga a entrar, para que se llene mi casa 51. Entendemos por caminos las herejías y por cercados los cismas. Los caminos, en efecto, significan en este lugar las diversas opiniones. ¿Por qué os admiráis, pues, si no muere por el hambre del alimento corporal, sino del espiritual, cualquiera que no entra a esta cena, ya introducido de buen grado, ya impulsado por la violencia?
Réplica a Gaudencio, obispo donatista. Libro Primero

Se ha utilizado la idea de «guerra santa» en épocas diversas y en numerosos conflictos, religiosos o no, normalmente para legitimar intereses geopolíticos o económicos. Son ejemplos clásicos de guerra santa las cruzadas o las guerras católicas contra las consideradas herejías (cátaros, protestantes, etc.). La guerra civil española se puede considerar cruzada porque la lucha tuvo por objeto liberar territorios que otro día fueron cristianos y de los que se hicieron dueños los enemigos de la fe, destruyendo todo el testimonio o vestigio del cristianismo por odium fidei.
Aunque oficialmente no fue declarada cruzada por el pontífice Pío XII, así se la denominó oficiosamente durante la dictadura de  Francisco Franco.
El Concilio Vaticano II hizo una condena explícita a la crueldad de la guerra, llegando a instar «a procurar con todas nuestras fuerzas preparar una época en que, por acuerdo de las naciones, pueda ser absolutamente prohibida cualquier guerra». Algunos escritores católicos, comentando al propio Vaticano II, fueron aún más explícitos en referencia a las llamadas «guerras santas»:

No es el Vaticano II un concilio de defensa, a tenor del cual la cristiandad se replegara sobre sí misma para salvaguardar de la corrupción sus tesoros. No es tampoco un concilio batallador, inspirado en el equívoco designio de conquista. La Guerra Santa es santa en la medida que deja de ser guerra. No importa tanto conquistar cuánto ser uno mismo conquistado por el amor. [...] No es éste, por supuesto, un concilio de defensa ni de ataque. Se trata de un concilio de amor. «¡Sea el amor el único vencedor de todos!», pedía hoy conmovido Pablo VI (en el discurso de cierre del Concilio).
José María Cabodevilla

### El derecho a la legítima defensa
El Catecismo de la Iglesia Católica considera como todo ciudadano y todo gobernante están obligados a empeñarse en evitar las guerras. Sin embargo, mientras exista el riesgo de guerra y falte una autoridad internacional competente y provista de la fuerza correspondiente, una vez agotados todos los medios de acuerdo pacífico, no se podrá negar a los gobiernos el derecho a la legítima defensa.

2309
Se han de considerar con rigor las condiciones estrictas de una legítima defensa mediante la fuerza militar. La gravedad de semejante decisión somete a ésta a condiciones rigurosas de legitimidad moral. Es preciso a la vez:
- Que el daño causado por el agresor a la nación o a la comunidad de las naciones sea duradero, grave y cierto.
- Que todos los demás medios para poner fin a  la agresión hayan resultado impracticables o ineficaces.
- Que se reúnan las condiciones serias de éxito.
- Que el empleo de las armas no entrañe males y desórdenes más graves que el mal que se pretende eliminar...
Estos son los elementos tradicionales enumerados en la doctrina llamada de la guerra justa.
Catecismo de la Iglesia Católica

Sin embargo, en su encíclica Pacem in Terris, Juan XXIII cuestionó severamente el concepto de guerra justa, al señalar en el número 127:

«[...] en nuestra época, que se jacta de poseer la energía atómica, resulta un absurdo sostener que la guerra es un medio apto para resarcir el derecho violado.».

Así, Juan XXIII sostuvo que en la era atómica resulta impensable que la guerra se pueda utilizar como instrumento de justicia.

## En el islam, en el judaísmo y en otras religiones

### Islam
En la idea existe desde los primeros tiempos: en Medina, de los años 624-630, hay una glorificación de las razzias y, en paralelo, en la revelación coránica, su justificación y reglamentación. El Corán, aunque no lo formula de un modo específico, ya que el concepto de yihad, que suele traducirse (impropiamente, a juicio de algunos[¿quién?]) como guerra santa, es en realidad mucho más amplio. En castellano, la palabra árabe «yihād» se traduce como «esfuerzo». De acuerdo con el Hadith, la guerra es ante todo la guerra que se libra con la propia alma:

En su obra La Historia de Bagdad, Al-Khatib al-Baghdadi, un académico islámico del siglo XI, hizo referencia a una afirmación del compañero de Mahoma Jabir ibn Abd-Allah. Esta referencia establece que Jabir dijo: "el Profeta... volvió de una de sus batallas, y entonces nos dijo, 'habéis llegado con una excelente llegada, habéis venido desde la Menor Yihad hasta la Yihad Mayor, el esfuerzo de un siervo [de Alá] contra sus deseos [guerra santa]".19 20

Otras religiones, como el judaísmo y el sikhismo, también incluyen entre su doctrina el concepto de «guerra santa».

### Judaísmo
En la religión judía, la expresión Milkhemet Mitzvah (hebreo: מלחמת מצווה, "la guerra por mandamiento") se refiere a una guerra que es a la vez obligatorio para todos los Judíos (hombres y mujeres) y se limita al territorio dentro de las fronteras de la tierra de Israel. Los límites geográficos de Israel y los conflictos con las naciones vecinas se detallan en el Tanaj, la Biblia hebrea, especialmente en Números 34:1-15 y Ezequiel 47:13-20.